# Légion syrienne
Troupes auxiliaires du Levant
Pour les articles homonymes, voir Légion syrienne (homonymie) et Troupes auxiliaires (homonymie).
La Légion syrienne est une force armée organisée en 1920 en Syrie, dans le cadre du mandat français en Syrie et au Liban. Destinée officiellement à devenir l'armée d'un futur État syrien, elle est renommée Troupes auxiliaires du Levant en 1925 et donne naissance en 1930 aux Troupes spéciales du Levant.

## Historique

### Création
Des Syriens chrétiens s'engagent à partir de 1917 dans la Légion d'Orient, initialement constituée d'Arméniens. La Légion d'Orient est renommée en janvier 1919 Légion arménienne et les Syriens restent au Liban pendant la guerre franco-syrienne de 1920,. Après la victoire française, la Légion syrienne est officiellement organisée en juillet 1920 et des musulmans viennent y servir.

### Organisation
Les effectifs de la Légion augmentent jusqu'à environ 6 000 hommes en juillet 1921 et se maintiennent à cinq ou six milliers d'hommes jusqu'à la transformation de la Légion en 1930. Destinée à devenir le noyau de l'armée nationale des pays de mandat, la Légion sert sous le commandement de l'armée du Levant française.
La Légion syrienne est organisée à partir de février 1921 en trois régiments mixtes syriens, :
- le 1er régiment mixte syrien est recruté et stationné dans le territoire des Alaouites. Il est constitué de deux bataillons d'infanterie, un escadron de cavalerie et une compagnie du génie[4].
- le 2e régiment mixte syrien est recruté et stationné dans l'État de Damas. Il est constitué de deux bataillons d'infanterie, deux escadrons de cavalerie et une compagnie méhariste[4].
- le 3e régiment mixte syrien est recruté et stationné dans la région d'Alep et les confins de l'Euphrate (État d'Alep). Il est constitué de deux bataillons d'infanterie, une compagnie montée, deux escadrons de cavalerie et une compagnie méhariste[4].

En juillet 1922, les compagnies méharistes des 2e et 3e régiments deviennent les 1re et 2e compagnies méhariste du Levant (une troisième compagnie est formée en 1927).
En juin 1925, les régiments mixtes sont dissous, l'infanterie est regroupée dans les bataillons du Levant et la cavalerie dans les escadrons de ligne du Levant (opération qui a lieu le 1er juillet 1925 pour le 1er régiment mixte et le 1er janvier 1926 pour les 2e et 3e régiments,). La Légion syrienne prend alors le nom de troupes auxiliaires du Levant.
Engagées en 1925 contre la révolte druze, les troupes auxiliaires du Levant se révèlent incapables de rivaliser avec les combattants druzes et des troupes supplétives (chasseurs du Liban et escadrons légers) sont recrutées par le commandement français afin d'être plus efficaces,. Jusqu'en 1927, les troupes de la Légion syrienne sont payées par le ministère de la Guerre français, puis passent le 1er janvier 1927 à la charge des états mandataires.
En mars 1930, les troupes auxiliaires et les supplétifs fusionnent dans les troupes spéciales du Levant.